# 차드호 유역 위원회
차드 호 유역 위원회(영어: Lake Chad Basin Commission, 프랑스어: Commission du bassin du lac Tchad)는 1964년 5월 22일 차드호 지역의 개발에 서로 협력하기 위하여 자국 국토에 차드 호 유역의 일부가 포함되어 있는 카메룬, 차드, 니제르, 나이지리아에 의해 설립되었으며 본부는 차드에 있다. 차드 호는 상기 4개국 외에 알제리, 수단, 중앙아프리카 공화국의 일부가 포함된다.

## 같이 보기
- 수로